# Magic Johnson
Earvin Johnson Jr., meglio conosciuto come Magic Johnson (Lansing, 14 agosto 1959), è un ex cestista, allenatore di pallacanestro, imprenditore e dirigente sportivo statunitense, considerato uno dei più grandi giocatori della storia della pallacanestro.
Ha vinto cinque titoli NBA con i Los Angeles Lakers, l'oro alle Olimpiadi 1992 e al Tournament of the Americas 1992 con il Dream Team statunitense, nonché un titolo NCAA con Michigan State nel 1979. È stato eletto tre volte miglior giocatore NBA e miglior giocatore delle finali NBA, risultando così uno dei soli 3 cestisti NBA a vincere almeno 3 titoli NBA, 3 MVP della regular season e 3 Final MVP insieme a Michael Jordan e LeBron James. Il suo nome figura nel Naismith Memorial Basketball Hall of Fame e nella lista dei 50 migliori giocatori della storia NBA. La sua maglia numero 32 è stata ufficialmente ritirata dai Lakers il 16 febbraio 1992.
Magic Johnson è stato capace di rivoluzionare la pallacanestro: giocò infatti da playmaker, un ruolo tradizionalmente riservato al giocatore più basso e agile di una squadra. Con i suoi 206 centimetri di altezza è stato il play più alto nella storia della NBA, ma al tempo stesso si è dimostrato un giocatore dinamico e dotato di un'eccellente visione di gioco: è divenuto celebre per le doti nel palleggio, i passaggi dietro la schiena, gli alley-oop e i passaggi no-look. Risulta anche il cestista con la più alta media di assist a partita sia in regular season (11,2) sia ai playoff (12,3).
Nel corso degli anni ottanta è stato protagonista di un'accesa rivalità sportiva con l'ala dei Boston Celtics Larry Bird. Fino al 1992, anno del ritiro di Bird, si divideranno in totale otto titoli NBA.
Magic ha annunciato più volte il ritiro dall'attività agonistica. La prima nel novembre 1991, quando rivelò al mondo di aver contratto il virus dell'HIV. Tornò però a giocare il 9 febbraio 1992, avendo ricevuto il nulla osta per poter prendere parte all'All-Star Game 1992; partecipò poi alle Olimpiadi, al termine delle quali si ritirò nuovamente. Si dedicò all'attività di commentatore televisivo per la NBC (1992-1994), allenò brevemente i Lakers nella stagione 1993-1994, e fu nominato vicepresidente della squadra nella stagione 1994-1995. Riprese a giocare nel 1996, disputando 36 incontri in maglia Lakers e terminando così la carriera NBA. Nel maggio 1999 stipulò un accordo di sponsorizzazione di un anno con la squadra svedese Borås M7, con cui giocò 6 partite di Svenska basketligan. Nel 2000 ripeté l'esperienza con i Great Danes danesi, di cui divenne presidente e giocatore.
Nel 1991 ha dato vita alla "Magic Johnson Foundation", con lo scopo di raccogliere fondi per la lotta contro l'AIDS e per sensibilizzare l'opinione pubblica ai temi della prevenzione e della cura del virus. Nel marzo 2012, alla guida del gruppo imprenditoriale Guggenheim Baseball Management LLC, ha acquisito la proprietà dei Los Angeles Dodgers, squadra di baseball di MLB. Nel 2017 è divenuto presidente dei Los Angeles Lakers, carica che ha mantenuto sino all'aprile 2019.

## Carriera

### Primi anni e high school
Earvin Johnson Jr. è il quarto di sette figli di Earvin Johnson Sr. e Christine Johnson. Il padre, originario di Brookhaven nel Mississippi, si trasferì a Lansing nel Michigan per lavorare alla catena di montaggio della Oldsmobile, una delle più antiche case automobilistiche statunitensi. Johnson visse con la famiglia in una casa modesta al numero 814 di Middle Street.
Acquisì le prime basilari nozioni della pallacanestro proprio dal padre e sviluppò le doti di assistman già sui campi della Main Street School, scuola elementare di Lansing. Dal padre imparò i fondamentali del gioco, vari schemi difensivi, il pick and roll, il concetto di aggressività sul campo, ma anche situazioni particolari come il tiro a due mani (sebbene non fosse più utilizzato), il gancio in corsa, il tiro dopo aver subito un contatto falloso. Il giovane Johnson crebbe seguendo alla Cobo Arena di Detroit le partite di Dave Bing, playmaker - guardia dei Pistons. Altri suoi idoli erano Earl Monroe e Marques Haynes; quest'ultimo (che non giocò mai in NBA ma fu un campione degli Harlem Globetrotters) era apprezzato da Johnson per le eccellenti doti di palleggio. A 11 anni conobbe di persona un altro dei suoi miti: Kareem Abdul-Jabbar, centro dei Milwaukee Bucks e di cui Johnson sarebbe diventato compagno di squadra ai Los Angeles Lakers nel corso di tutti gli anni ottanta.
Earvin Johnson Jr., soprannominato dagli amici "E.J.", disputò le prime vere partite di pallacanestro sui campi della Main Street di Lansing. Con ai piedi le sue Chuck Taylor All-Stars di colore rosso, si cimentava in sfide da playground di fronte a numerosi spettatori. Un ruolo importante nella crescita cestistica di Johnson fu svolto da Jim Dart, allenatore della squadra di pallacanestro della scuola e marito di Greta, insegnante di Johnson. Dart gli insegnò i movimenti del pivot, l'uso della mano sinistra e il movimento del tagliafuori.
La scelta del liceo cadde inizialmente sulla Sexton High School, scuola a maggioranza di studenti di colore, situata a pochi passi da casa. Tuttavia, a causa delle politiche di integrazione scolastica messe in atto nel corso degli anni settanta, Johnson fu costretto a optare per la Everett High School. La scelta non gli fu molto gradita, sia perché la Everett era a maggioranza bianca, sia per la scarsa tradizione cestistica della squadra di pallacanestro della scuola. Johnson non fu inizialmente ben accolto: una serie di contrasti con un proprio compagno lo spinse quasi ad abbandonare l'attività cestistica, ma il coach George Fox lo convinse a rimanere in squadra.
Nonostante fosse il giocatore più alto in rosa, Magic fu subito schierato come playmaker per via delle sue eccellenti doti atletiche e nei passaggi. Progressivamente acquisì un ruolo da leader della squadra e già al primo anno venne eletto miglior giocatore del campionato. Johnson giocò alla Everett High School dal 1973 al 1977. Nella stagione 1976-1977 guidò i compagni a un record di 27 vittorie e una sconfitta, che valse la vittoria nel campionato statale; Magic collezionò 805 punti e 208 assist nell'arco della stagione, mantenendo una media di 28,8 punti e 16,8 rimbalzi per partita. Nella finale contro i Birmingham Brother Rice di Bloomfield realizzò 34 punti, oltre a 14 rimbalzi e 4 assist.
È negli anni alla Everett che nacque il soprannome "Magic", che venne affibbiato a Johnson da Fred Stabley Jr., un giornalista del Lansing State Journal, dopo una partita in cui mise a segno 36 punti, collezionò 16 rimbalzi e servì 16 assist.
Nel corso della stagione da sophomore alla Everett High School, Johnson era ormai una stella della squadra, ed era costantemente protagonista di eccellenti prestazioni sul campo. In una partita realizzò una tripla doppia da 36 punti, 18 rimbalzi e 16 assist.
A fine gara gli si avvicinò Fred Stabley Jr., cronista del Lansing State Journal, che gli disse: «Credo che tu debba avere un soprannome. Stavo pensando di chiamarti "Dr. J." ma è già utilizzato, così come "Big E.". Che ne pensi se ti chiamo "Magic"?».
Johnson, ancora quindicenne, con un po' di imbarazzo si disse d'accordo. Fu così che nacque il soprannome con cui Johnson divenne universalmente noto.

### College a Michigan State
Nella scelta del college Johnson optò per ciò che aveva sempre desiderato: appoggiato nella scelta dal padre e dagli amici più cari, si iscrisse alla Michigan State University di East Lansing. Con la maglia dei Michigan State Spartans disputò due stagioni in Big Ten Conference, dal 1977 al 1979.
Nel 1977-1978 collezionò 30 presenze, realizzando 511 punti; chiuse la stagione con la media del 45,8% nel tiro da due e del 78,5% nei tiri liberi, oltre a 7,9 rimbalzi e 7,6 assist a partita. Gli Spartans vinsero la Big Ten Conference grazie a 25 vittorie e 5 sconfitte in campionato dopo undici anni, ma non riuscirono a qualificarsi per le finali NCAA poiché vennero sconfitti nella finale regionale dai Wildcats dell'Università del Kentucky con il punteggio di 52-49.
Le ottime prestazioni valsero a Johnson il premio come miglior freshman della Big Ten Conference. Magic iniziò a essere conosciuto e apprezzato come uno dei migliori giocatori della pallacanestro collegiale. Il 27 novembre 1978 gli venne dedicata la copertina di Sports Illustrated: fu immortalato in frac nel momento di una schiacciata, con il titolo "Michigan State's classy Earvin Johnson" (in italiano: Earvin Johnson, il giocatore di classe di Michigan State).
Nel suo anno da sophomore riuscì a conquistare il titolo NCAA 1979. Mantenne le stesse medie della stagione precedente e guidò gli Spartans sino al primo posto finale in Big Ten Conference (a pari punti con gli Iowa Hawkeyes e i Purdue Boilermakers). Nella finale regionale contro i Notre Dame Fighting Irish Magic realizzò 19 punti più 13 assist, mettendo a referto anche 2 palle rubate. Le Final Four del campionato NCAA di Salt Lake City videro Michigan State impegnata dapprima contro i Quakers dell'Università della Pennsylvania; Magic disputò una partita di altissimo livello, in cui realizzò una tripla doppia da 29 punti (9/10 nei tiri da due; 11/12 nei tiri liberi), 10 assist e 10 rimbalzi. La partita si concluse 101-67 per gli Spartans, che pertanto ebbero accesso alla finale contro gli Indiana State Sycamores.
I Sycamores erano capitanati da Larry Bird, già eletto miglior giocatore della stagione. La finale NCAA 1979 fu la prima occasione di sfida tra Magic e Bird, che in NBA avranno poi modo di scontrarsi in tre finali per il titolo, e rimane ancora oggi la partita di pallacanestro del college più seguita di tutti i tempi. Furono gli Spartans a vincere, anche grazie ai 24 punti di Johnson, eletto poi miglior giocatore delle Finali e insignito dell'All-America.

### NBA

#### Prima stagione NBA
Al Draft NBA 1979, tenutosi a New York il 25 giugno, i Los Angeles Lakers acquisirono il diritto alla prima scelta assoluta dopo un accordo con i New Orleans Jazz. I californiani scelsero Magic Johnson, che firmò un contratto da 600.000 dollari a stagione.
L'esordio in NBA confermò le aspettative: disputò 77 incontri, mantenendo una media di 18 punti e 7,3 assist a partita. Magic guidò i Lakers ai play-off per il titolo, e durante le finali contro i Philadelphia 76ers si consacrò campione. In gara-6 fu schierato nel ruolo di centro, a causa dell'infortunio subito da Kareem Abdul-Jabbar in gara-5; il ventenne Magic Johnson disputò una partita eccellente: 42 punti, 15 rimbalzi, 7 assist e 3 palle rubate. I Lakers vinsero il titolo sul campo dei 76ers, e Magic fu il primo rookie della storia a essere eletto miglior giocatore delle finali NBA; fu inoltre il terzo giocatore della storia a vincere consecutivamente un titolo NCAA e uno NBA, dopo Bill Russell e Henry Bibby (nel 1987 toccherà anche a Billy Thompson). Nella stessa stagione era già stato selezionato per l'All-Star Game.

#### L'infortunio e la ripresa

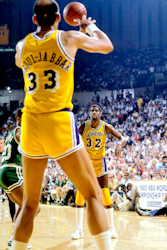
Kareem Abdul-Jabbar e sullo sfondo Magic Johnson, nel 1985

L'11 novembre 1980, nel corso della partita tra i Los Angeles Lakers e gli Atlanta Hawks, Johnson si infortunò al ginocchio sinistro dopo un contrasto con il centro Tommy Burleson. Inizialmente lo scontro sembrò non aver procurato danni seri, ma una settimana dopo si scoprì che la cartilagine del ginocchio aveva subito una grave lesione. Magic fu costretto a saltare 45 incontri e rientrò in occasione della sfida dei playoff 1981 contro gli Houston Rockets; tuttavia la sua prestazione sottotono in gara-3 (solo 2 su 13 al tiro, e l'errore nell'ultimo tiro decisivo) costò la sconfitta e l'eliminazione della squadra già al primo turno.
Nell'estate del 1981 Magic Johnson rinegoziò il contratto con i Lakers, accordandosi per la cifra record di 1 milione di dollari a stagione per ben 25 anni, per un totale di 25 milioni; il nuovo contratto (il più ricco nella storia della NBA sino ad allora) entrò in vigore a partire dal 1984. L'accordo venne poi modificato ulteriormente nel 1988, quando Magic si accordò con il proprietario dei Lakers Jerry Buss per la riduzione della durata sino al 1994.
La stagione 1981-1982 vide ancora una volta vincenti i Lakers, che si aggiudicarono il titolo sconfiggendo nuovamente in finale i Philadelphia 76ers. Non fu però un'annata semplice per Magic, che fin da principio si scontrò con l'allenatore Paul Westhead riguardo ad alcuni aspetti legati ai nuovi schemi che, a detta di Johnson, penalizzavano il gioco offensivo suo e dell'intera squadra. La società si schierò dalla parte del giocatore: Westhead venne esonerato dopo 11 partite e sostituito da Pat Riley, con Jerry West responsabile degli schemi offensivi. Nonostante lo stesso Magic Johnson avesse negato la propria responsabilità nell'esonero dell'allenatore, durante le successive partite il giocatore venne fatto oggetto di fischi e contestazioni su molti campi della NBA, anche dai tifosi dei Lakers. Magic disputò una stagione da 18,6 punti, 9,5 assist e 9,6 rimbalzi a partita, divenendo il terzo giocatore della storia NBA (dopo Oscar Robertson e Wilt Chamberlain) a realizzare 700 punti, 700 rimbalzi e 700 assist nella stessa stagione.
Durante il campionato 1982-1983 Magic si mantenne sulle stesse medie della stagione precedente; ciò gli valse la prima di nove convocazioni consecutive nell'All-NBA First Team. I Lakers si qualificarono per le finali del 1983, e ancora una volta la sfida decisiva fu contro i Philadelphia 76ers di Julius Erving e Moses Malone. Il talento di Magic non bastò e, anche a causa degli infortuni di Norm Nixon, James Worthy e Bob McAdoo, i Lakers furono sconfitti per 4-0.

#### Le sfide con i Celtics di Bird
Nella stagione 1983-1984, la sua quinta nei Lakers, Magic Johnson realizzò 1.560 punti totali tra stagione regolare (1.178) e playoff (382). La squadra raggiunse la terza finale consecutiva (la quarta in cinque anni), per la prima volta contro i Boston Celtics guidati dall'ala grande Larry Bird. Magic e Bird si sfidarono per la prima volta in carriera nei playoff NBA, cinque anni dopo essersi incontrati nella finale per il titolo NCAA del 1979. I due erano stati compagni di squadra ai tempi del college nella selezione nazionale statunitense che disputò il World Invitational Tournament dell'aprile 1978.
La finale del 1984, al meglio delle sette partite, vide i Lakers portarsi in vantaggio grazie alla vittoria in trasferta in gara-1. Gara-2 fu invece vinta dai Celtics anche a causa dell'errore di Magic che, non accortosi che il tempo regolamentare stesse scadendo, non tirò in tempo sul punteggio di parità; la partita finì quindi ai tempi supplementari con la vittoria di Boston per 124-121. La sfida si trasferì al Forum di Inglewood (Los Angeles); in gara-3 Magic mise a referto 21 assist nel 137-104 per i californiani, ma nell'incontro successivo i suoi errori nel finale (una palla persa, due errori decisivi ai tiri liberi) costarono la sconfitta per 129-125 ai supplementari. Le due partite seguenti videro rispettare il fattore campo (i Celtics vincenti in gara-5, i Lakers in gara-6) e pertanto il titolo venne assegnato nella partita finale del Boston Garden. Con i Lakers sotto nel punteggio di tre punti, Magic ebbe due volte in mano il pallone decisivo per pareggiare il punteggio, ma lo perse a causa dell'intervento difensivo di Dennis Johnson prima e di Cedric Maxwell subito dopo. I Boston Celtics vinsero poi per 111-102 aggiudicandosi il loro quindicesimo titolo, e Larry Bird fu eletto miglior giocatore delle finali.
L'occasione per la rivincita si presentò già nella successiva stagione 1984-1985, quando Lakers e Celtics si ritrovarono ancora una volta in finale. Durante il campionato Magic mantenne una media di 18,3 punti, 12,6 assist e 6,2 rimbalzi a partita. La serie iniziò male per i Lakers, che persero 148-114 in casa dei Celtics, denominata successivamente "Memorial Day Massacre"; i californiani seppero poi recuperare e portarsi avanti per 3-2. Gara-6 fu disputata al Boston Garden, e venne vinta dai Lakers per 111-100: fu la prima vittoria nella finali NBA per i Lakers contro i Celtics, dopo otto sconfitte consecutive.

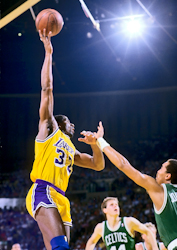
Johnson mentre effettua un gancio-cielo contro Dennis Johnson.

Il dominio dei Lakers in Western Conference negli anni ottanta fu interrotto ancora una volta, dopo i playoff del 1981, nella stagione 1985-1986 dagli Houston Rockets, che sconfissero la squadra di Los Angeles nella finale di Conference per 4-1. Ciò impedì a Magic di sfidare per la terza volta consecutiva Bird e i Celtics nella finale per il titolo; il playmaker si era comunque confermato con le sue medie abituali: 18,8 punti, 12,6 assist e 5,9 rimbalzi a partita in 72 presenze.
La sfida Lakers-Celtics tornò nuovamente nella stagione 1986-1987. In campionato Magic realizzò il suo record stagionale di punti in carriera: 1.909 in 80 partite, vale a dire una media di 23,9 per partita. Johnson fu inoltre eletto per la prima volta miglior giocatore dell'anno, precedendo in classifica Michael Jordan e Larry Bird. La prima partita della finale playoff 1987 si concluse 126-113 per i Lakers, con un Magic Johnson da 29 punti, 13 assist e 8 rimbalzi; stesso destino ebbe gara-2, con i californiani vincenti per 141-122. Si arrivò alla gara-6 di Los Angeles con Magic e i suoi davanti nella serie per 3-2; la partita fu subito molto combattuta e il primo tempo si concluse sul 55-51 per i Celtics, con Magic autore di soli 4 punti. Nel secondo tempo però i Lakers seppero ribaltare il risultato: Magic realizzò 16 punti totali, corredati da 19 assist e 8 rimbalzi; il punteggio finale fu 106-93 per i padroni di casa, che pertanto vinsero il titolo. Johnson si aggiudicò per la terza volta in carriera il premio come miglior giocatore delle finali.
La finale del 1987 è anche ricordata per un gesto atletico di Johnson, che permise ai Lakers di vincere gara-4 all'ultimo secondo, con il risultato di 107-106. Magic realizzò infatti il canestro decisivo grazie a un "gancio cielo", movimento classico del compagno di squadra Kareem Abdul-Jabbar, di fronte a Larry Bird, Robert Parish e Kevin McHale, che tentarono invano di stopparlo. A fine gara negli spogliatoi lo stesso Magic definì il suo tiro come uno «junior, junior, junior sky-hook» (in italiano lo sky-hook è il gancio cielo). Il suo rivale sul campo Larry Bird dichiarò invece sorridendo: «Ti aspetti di perdere per un gancio cielo. Quello che non ti aspetti è che a farlo sia Magic.» Al termine della sfida decisiva, che sarà l'ultima finale che i due giocheranno contro, lo stesso Bird ammise: «Magic è un grande, grande giocatore di pallacanestro. Il migliore che io abbia mai visto.»

#### Ultimo titolo NBA

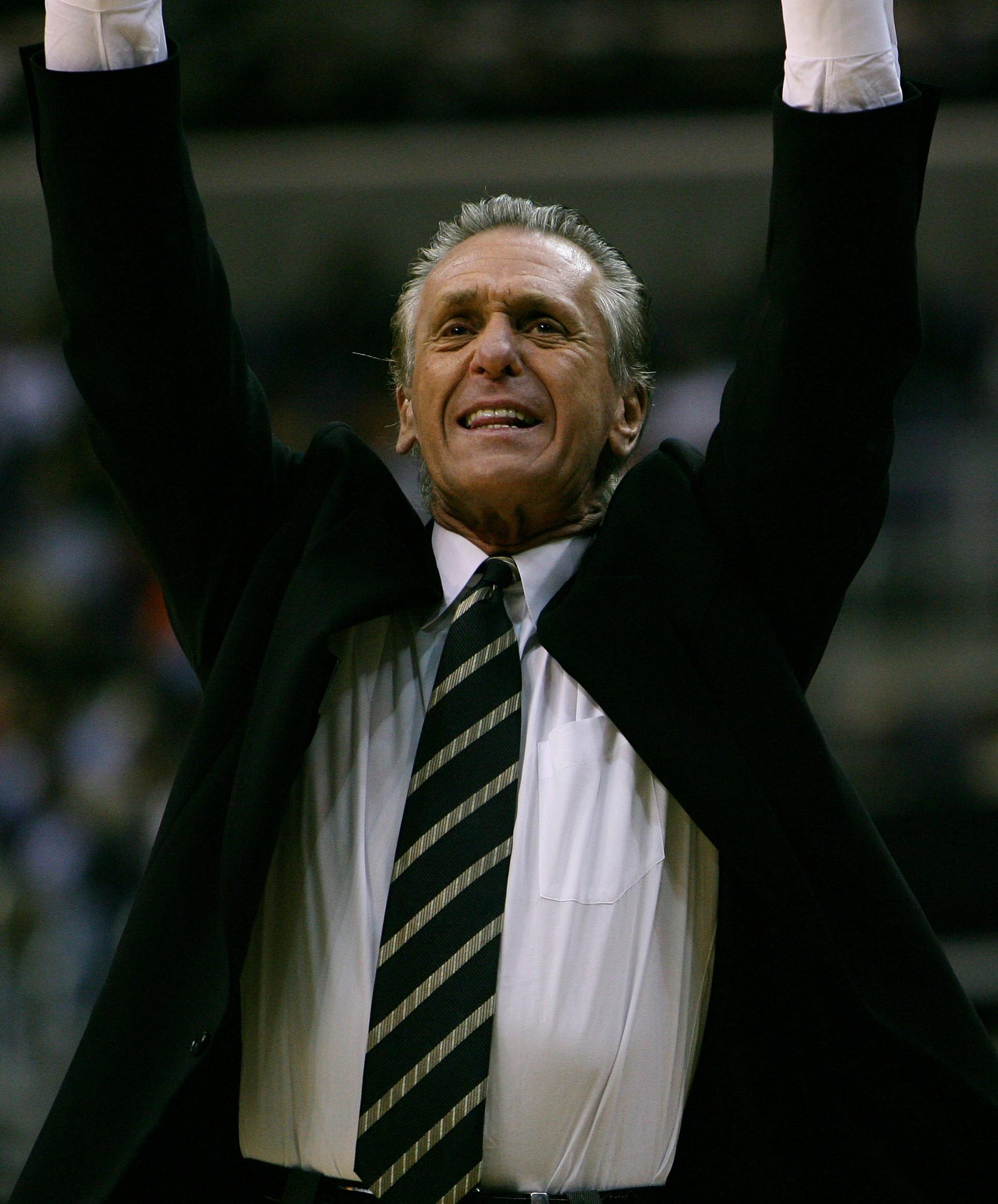
Pat Riley, allenatore dei Lakers e di Johnson dal 1981 al 1990

Prima dell'inizio della stagione NBA 1987-1988 l'allenatore dei Los Angeles Lakers Pat Riley dichiarò pubblicamente che la squadra avrebbe certamente confermato il titolo conquistato al termine dei playoff NBA 1987; all'epoca, gli ultimi ad aver vinto due titoli NBA consecutivi erano i Boston Celtics, campioni nel 1967-1968 e 1968-1969. Durante il campionato, Magic Johnson seppe confermarsi ai suoi livelli con quasi 20 punti, 12 assist e 6 rimbalzi di media a partita. I Lakers vinsero 62 partite su 80 e nei playoff sconfissero i San Antonio Spurs, gli Utah Jazz e i Dallas Mavericks; approdarono pertanto per la seconda volta consecutiva in finale, contro i Detroit Pistons guidati dal playmaker Isiah Thomas. L'amicizia tra Magic e Thomas era all'epoca talmente consolidata che i due si scambiarono un bacio sulla guancia prima dell'inizio di gara-1 della finale; il rapporto iniziò però a deteriorarsi in gara-5, quando i due si scontrarono in un violento contrasto (Thomas spinse Magic, che rispose con una gomitata), che provocò la caduta del playmaker dei Pistons. I Lakers vinsero ancora il titolo grazie al successo per 4-3 nella serie; per Magic si trattò del quinto e ultimo titolo NBA in carriera. La sua media durante le sette partite fu di 21 punti, 13 assist e quasi 6 rimbalzi a partita; nonostante le ottime statistiche, gli fu preferito il compagno di squadra James Worthy come miglior giocatore delle finali.
Il confronto Lakers-Pistons si ripeté anche nei playoff 1989. Magic aveva vinto il suo secondo titolo di miglior giocatore dell'anno e si presentò in finale con una media in campionato di 22,5 punti, quasi 13 assist e 8 rimbalzi a partita. A differenza dell'anno precedente la serie non ebbe storia: i Pistons vinsero infatti 4-0. Magic fu costretto a giocare solo la prima partita, e pochi scampoli delle due successive: nel corso di gara-2 subì infatti un infortunio alla parte posteriore della coscia che gli impedì di giocare gli ultimi due quarti dell'incontro; provò a tornare in gara-3, ma riuscì a rimanere in campo solo per pochi minuti.
Il campionato 1989-1990 si aprì senza Kareem Abdul-Jabbar, ritiratosi dopo 14 stagioni ai Los Angeles Lakers. Magic disputò un'ottima annata da oltre 22 punti, 11,5 assist e 6,6 rimbalzi di media a partita, che gli valse il terzo titolo di miglior giocatore stagionale. Nei playoff i Lakers vennero però eliminati nelle semifinali di Western Conference dai Phoenix Suns. La stagione 1990-1991 fu invece quella del confronto in finale contro i Chicago Bulls di Michael Jordan. Privi di James Worthy e Byron Scott in gara 4 e 5, e con Johnson ben marcato da Scottie Pippen, i Lakers furono sconfitti per 4-1.

#### Il dramma dell'HIV e il primo ritiro

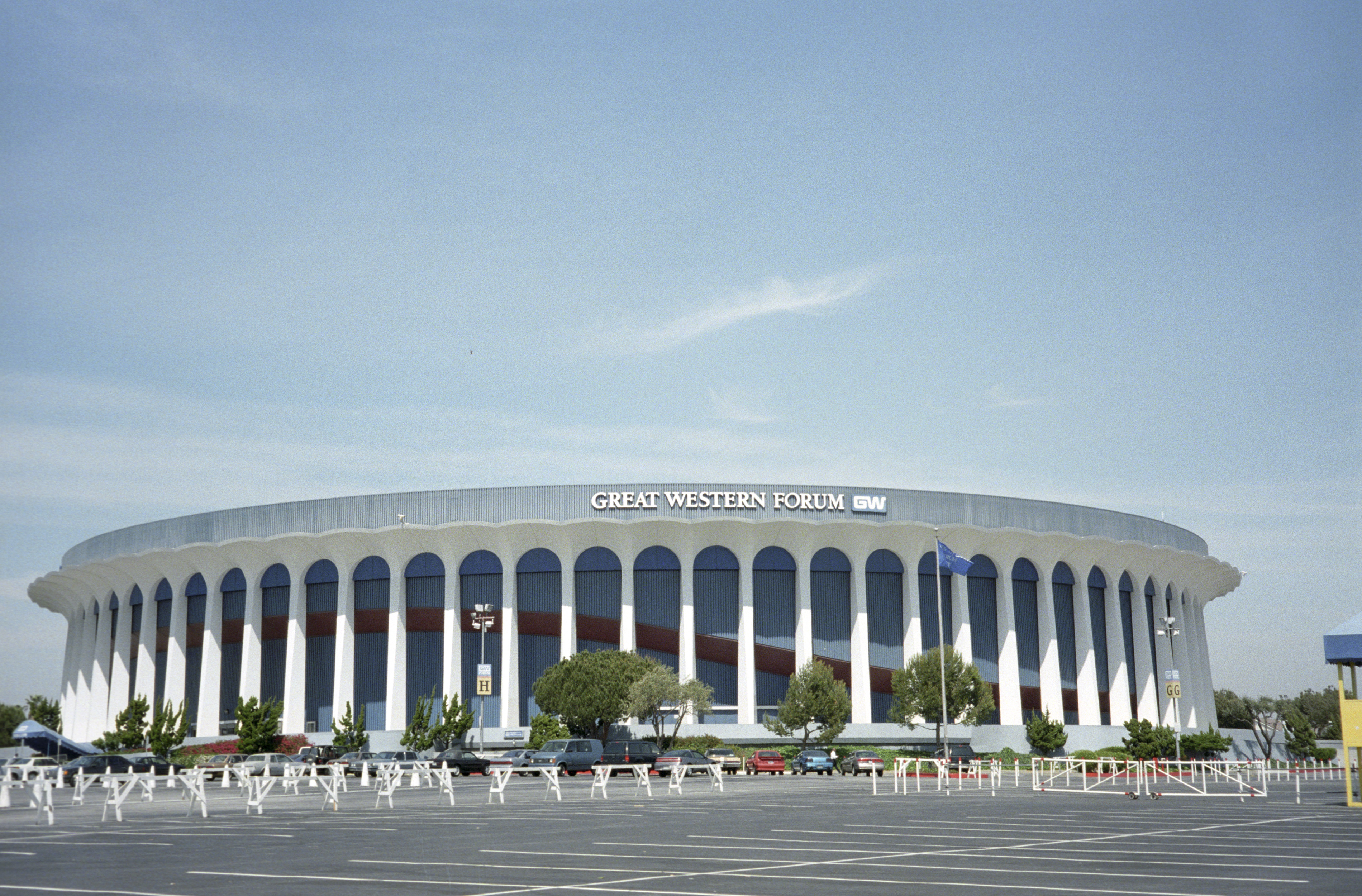
Il Forum di Inglewood, che vide Magic protagonista per 13 stagioni NBA con i Lakers

Dopo un controllo di routine antecedente l'inizio della stagione NBA 1991-1992, Magic Johnson ricevette una terribile notizia: aveva contratto il virus dell'HIV.
Michael Mellman, medico dei Lakers, fu il primo a ricevere i risultati della diagnosi il 24 ottobre 1991; si preoccupò quindi di richiamare immediatamente a Los Angeles il giocatore, impegnato in una partita amichevole a Salt Lake City contro gli Utah Jazz; tornato in città il giorno successivo, Magic fu informato della cosa nello studio dello stesso Mellman. Il playmaker stentò a crederci, e richiese un ulteriore test, che però confermò i risultati del primo; ancora incredulo, fece eseguire un terzo test, che fornì la stessa diagnosi. In quei giorni di ottobre Magic Johnson non venne convocato dai Lakers, ma la società non fornì mai una spiegazione dettagliata dei motivi dell'esclusione; addirittura il 5 novembre l'allenatore Mike Dunleavy disse alla stampa di aspettarsi a giorni il rientro del giocatore.
Il 7 novembre 1991 Magic Johnson annunciò pubblicamente la notizia, in una conferenza stampa che scioccò il mondo dello sport. Magic spiegò anche che la moglie e il figlio che lei aspettava non risultavano sieropositivi al test HIV, e il dottor Mellman precisò che Magic non era malato di AIDS, specificando la differenza tra l'essere malati e l'aver contratto il virus. Il dottore aggiunse anche che la situazione non produceva alcun effetto immediato sulla vita del giocatore, al quale fu comunque sconsigliato di continuare l'attività agonistica per evitare un possibile peggioramento delle condizioni del sistema immunitario.
A 32 anni, con 12 stagioni da professionista alle spalle, Magic Johnson ufficializzò pertanto il proprio ritiro dall'attività cestistica.

#### Olimpiadi 1992 e il secondo ritiro

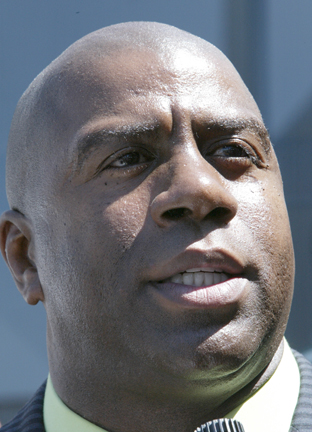
Magic Johnson, dopo il ritiro dall'attività cestistica

Nonostante il ritiro, Magic Johnson fu il quarto giocatore più votato della Western Conference tra i candidati all'All-Star Game 1992. I suoi compagni di squadra Byron Scott e A.C. Green dichiararono che Magic non avrebbe dovuto partecipare alla partita perché ormai era un giocatore ufficialmente ritiratosi. Karl Malone, ala grande degli Utah Jazz, disse che il rischio di ferite e di tagli durante una partita era molto frequente, facendo intendere che la presenza di Magic non lasciava sicuri gli altri giocatori.
Dopo aver ricevuto il parere medico favorevole, Magic Johnson scelse di prendere parte all'All-Star Game. Disputò una partita eccellente: mise a segno 25 punti, più 9 assist, 5 rimbalzi e 2 palle recuperate in 29 minuti di gioco. A fine gara venne nominato miglior giocatore dell'All-Star Game per la seconda volta in carriera.
Magic decise di ritornare ufficialmente a giocare, accettando la convocazione della nazionale statunitense per il FIBA Tournament of the Americas, torneo continentale di qualificazione ai Giochi olimpici del 1992. Disputò tutti i sei incontri della manifestazione, e mise a referto 58 punti e 54 assist totali. Gli Stati Uniti vinsero tutte le partite, e si qualificarono alle Olimpiadi di Barcellona: era nato il cosiddetto Dream Team (in italiano: "Squadra dei sogni").
I giocatori convocati per i Giochi furono gli stessi che parteciparono al Tournament of the Americas. Oltre a Magic figuravano in squadra campioni del calibro di Jordan, Bird, Malone, Pippen, Barkley, Drexler, Ewing, Mullin, Robinson, Stockton e il giocatore universitario Laettner; l'allenatore era Chuck Daly, dei New Jersey Nets. La squadra vinse agevolmente la medaglia d'oro; Johnson disputò 5 delle 8 partite del torneo olimpico, realizzando 48 punti complessivi.
Un mese dopo la vittoria olimpica, Magic dichiarò di voler tornare a giocare nei Los Angeles Lakers. Nel frattempo la NBA introdusse una nuova regola, detta poi colloquialmente "Magic Johnson rule" (in italiano: "Regola Magic Johnson") e ancora in vigore, che prevede che un giocatore sanguinante (o con la maglietta sporca di sangue) debba obbligatoriamente uscire dal campo fino a che l'emorragia non sia stata bloccata.
In settembre e ottobre Magic Johnson disputò alcune partite amichevoli di esibizione, ma prima dell'inizio della stagione 1992-1993 annunciò ancora una volta il ritiro. La ragione non era legata a un aggravarsi delle sue condizioni di salute, bensì alle troppe polemiche sollevate da alcuni giocatori sulla presenza in campo di un giocatore sieropositivo all'HIV.

#### Il ritorno da allenatore

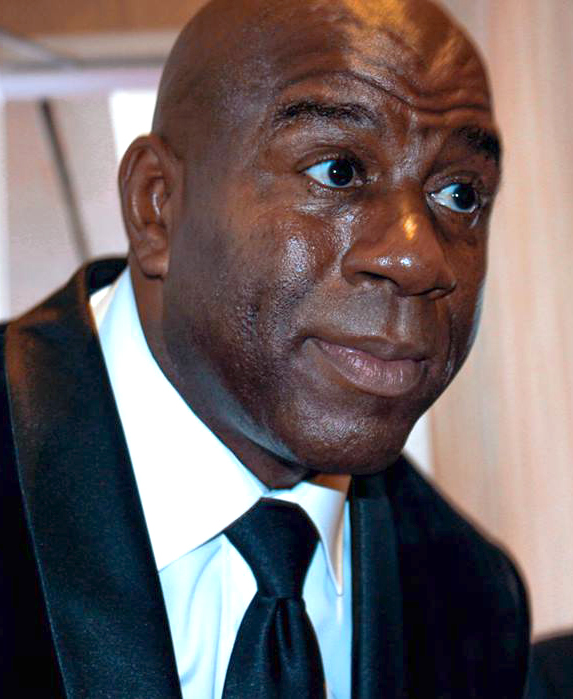
Johnson fotografato nel 2014

Magic Johnson non rimase lontano dal mondo della pallacanestro; nel dicembre 1992 venne infatti assunto dalla NBC come commentatore per gli incontri della NBA. Nel 1993 fece parte di una cordata di imprenditori che propose invano la creazione di una nuova franchigia NBA con sede a Toronto.
Il 27 marzo 1994 tornò ufficialmente in NBA nelle vesti di allenatore dei Los Angeles Lakers; dichiarò di non essere rientrato con l'intenzione di proseguire la carriera da allenatore, ma semplicemente per assecondare la richiesta del proprietario della squadra Jerry Buss. Nella stagione 1993-1994 i Lakers, allenati da Randy Pfund, erano reduci da un record di 27 vittorie e 37 sconfitte; Buss esonerò Pfund, affidò l'interim della guida tecnica a Bill Bertka per due incontri, e infine assunse Magic Johnson.
Magic esordì con una vittoria per 110-101 nella sfida contro i Milwaukee Bucks. I Lakers vinsero altre quattro delle successive cinque partite ma chiusero la stagione perdendone dieci consecutive: fu il record negativo nella storia della squadra, che non aveva mai subito una striscia così lunga di sconfitte. Il 16 aprile 1994 Johnson dichiarò ufficialmente di non voler continuare la carriera da allenatore.

#### L'ultima stagione in NBA
Magic non smise di sorprendere il mondo della pallacanestro: il 30 gennaio 1996 tornò ancora una volta a indossare la maglia giallo-viola numero 32 dei Los Angeles Lakers, nella sfida contro i Golden State Warriors. In un Forum tutto esaurito, disputò 27 minuti di partita, mettendo a referto 19 punti, 10 assist e 8 rimbalzi. Magic Johnson riuscì finalmente a superare anche lo scetticismo dei suoi colleghi, ormai divenuti più informati e consapevoli di cosa significasse essere sieropositivi al test dell'HIV; lo stesso Karl Malone, che negli anni precedenti aveva espresso grosse perplessità, dichiarò: «Oggi siamo tutti più informati. Ho parlato a lungo con Magic, ogni cosa è chiarita: è il benvenuto.»
Nel corso della stagione Johnson disputò 32 incontri; ingrassato sino a 115 chili, non fu impiegato nel suo ruolo classico di playmaker bensì in quello di ala forte. La partita più attesa fu quella contro i Chicago Bulls di Michael Jordan, anch'egli rientrato in NBA dopo aver annunciato il ritiro nel 1993; vinsero i Bulls 99-84, e Magic realizzò 15 punti, due in meno di Jordan. Magic concluse la stagione regolare con 14,6 punti, 6,9 assist e 5,7 rimbalzi di media a partita.
I Lakers riuscirono a qualificarsi per i playoff 1996, ma furono eliminati al primo turno dagli Houston Rockets, che vinsero 3-1 nella serie. Nelle quattro partite di playoff, Magic mise a referto in totale: 61 punti, 26 assist e 34 rimbalzi.
L'incontro del 2 maggio 1996 al The Summit di Houston fu l'ultimo della sua carriera in NBA, dopo 13 stagioni nei Los Angeles Lakers.

### Svezia e Danimarca

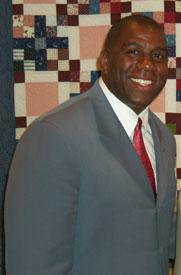
Magic Johnson

L'attività agonistica di Magic Johnson non cessò definitivamente nel 1996. Nel maggio 1999 stipulò un accordo di sponsorizzazione di un anno con una società cestistica con sede a Borås, nel sud della Svezia: il Borås Basket; la squadra assunse pertanto la denominazione ufficiale "Magic M7". Secondo il contratto, valido dal maggio 1999 al 21 maggio 2000, il Borås si impegnò a pagare 900.000 corone per poter utilizzare il nome "Magic"; inoltre la società aveva l'obbligo di versare a Johnson il 70% dei profitti netti. Magic scelse di sponsorizzare una squadra svedese perché rimase fortemente impressionato dal paese scandinavo, quando nel 1996 vi si recò per disputare alcuni incontri di esibizione con una squadra di ex giocatori NBA.
Johnson disputò sei partite ufficiali della Svenska basketligan 1999-2000, il massimo campionato svedese. Esordì il 26 ottobre 1999 contro il Sallén Uppsala, mettendo subito a referto una doppia doppia da 14 punti e 11 rimbalzi; il Magic M7 vinse 84-60, davanti ad oltre 3.300 spettatori. Tornò poi in Svezia nel gennaio 2000, per un tour di cinque partite.
Giocò e vinse due incontri consecutivi contro i Sundsvall Dragons, realizzando rispettivamente 17 e 30 punti. Nella vittoria 105-102 del 21 gennaio contro i Norrköping Dolphins Magic realizzò due tiri liberi decisivi a cinque secondi dal termine; giocò tutti i 40 minuti della partita, e mise a segno 34 punti in totale. Il 23 gennaio 2000 i Magic M7 affrontarono il Mölndals Kvarnby; vinsero 88-65 e Magic Johnson concluse l'incontro con 17 punti, 11 rimbalzi e 7 assist.
Il 24 gennaio 2000 Magic disputò la sua ultima partita ufficiale in campionato contro l'Alvik Stoccolma: i Magic M7 ebbero la meglio 120-96 e lui segnò 15 punti.
Terminata l'esperienza svedese, alla fine del 2000 Magic Johnson decise di sponsorizzare la società danese dei Great Danes, in modo analogo a quanto fatto con il Borås Basket. La squadra, che prendeva parte alla Lega NEBL, cambiò pertanto nome in "Magic Great Danes". Il suo esordio avvenne il 5 novembre 2000 a Copenaghen contro lo Žalgiris Kaunas; in 40 minuti mise a referto 9 punti (1/6 al tiro da due, 0/1 nel tiro da tre e 7/8 nei liberi), 14 assist e 8 rimbalzi, che non bastarono a evitare la sconfitta per 68-97. La seconda e ultima partita ufficiale di Magic in Danimarca fu giocata il 7 novembre contro i finlandesi dell'Espoon Honka; i Magic Great Danes vinsero 90-79 dopo un tempo supplementare, e il tabellino di Johnson (che giocò tutti i 45 minuti dell'incontro) fu di 8 punti (4/6 nel tiro da due, 0/1 nel tiro da tre), 11 assist e 12 rimbalzi.

### Nazionale
Le presenze ufficiali di Magic Johnson nella nazionale degli Stati Uniti riconosciute dalla USA Basketball sono 20. La prima di esse è datata 5 aprile 1978 contro Cuba, in occasione della prima partita del World Invitational Tournament; l'ultima fu la finale dei Giochi olimpici 1992 di Barcellona, quando gli Stati Uniti sconfissero la Croazia aggiudicandosi la medaglia d'oro. In totale ha realizzato 197 punti.

#### World Invitational Tournament 1978
Il World Invitational Tournament del 1978 fu un torneo amichevole a inviti a cui presero parte gli Stati Uniti, Cuba, la Jugoslavia e l'Unione Sovietica. La nazionale statunitense era composta da giocatori di NCAA, e fu la prima volta in cui Magic Johnson e Larry Bird giocarono insieme in Nazionale, cosa che accadrà nuovamente nel 1992 in occasione del Tournament of the Americas e dei Giochi olimpici.
Nel primo incontro, disputato contro Cuba il 5 aprile ad Atlanta, gli Stati Uniti vinsero 109-64; Johnson realizzò i suoi primi 4 punti con la Nazionale. Due giorni dopo si giocò a Chapel Hill in Carolina del Nord, gli statunitensi vinsero 88–83 contro la Jugoslavia guidata da Dragan Kićanović (22 punti) e Mirza Delibašić (19 punti); Magic non realizzò alcun punto nell'incontro. L'ultima partita si giocò il 9 aprile alla Rupp Arena di Lexington in Kentucky; gli americani vinsero la manifestazione, grazie al successo 107-82 sui sovietici. Il miglior marcatore fu Sergej Belov con 32 punti, mentre Johnson ne mise a referto 11.

#### Gagarin Cup 1978
La Jurij Gagarin Cup fu una manifestazione organizzata nell'agosto 1978 a Vilnius nell'ex Unione Sovietica, in modo analogo a quanto fatto con il World Invitational Tournament. Vennero invitati gli Stati Uniti, la Lituania, il Messico e la Cecoslovacchia; l'Unione Sovietica vi partecipò con due selezioni.
Nel primo incontro vinto 106-68 contro i lituani, Johnson realizzò 16 punti. Nelle successive quattro partite la nazionale statunitense perse solamente contro la prima selezione sovietica per 104-99, concludendo così al secondo posto in classifica. Magic chiuse il torneo con 76 punti totali realizzati (media di 15,2 a partita) e 18 rimbalzi; realizzò 34 tiri da due su 54 tentativi (media del 63%) e 8 tiri liberi su 9 (media dell'88,9%).

#### Tournament of the Americas 1992

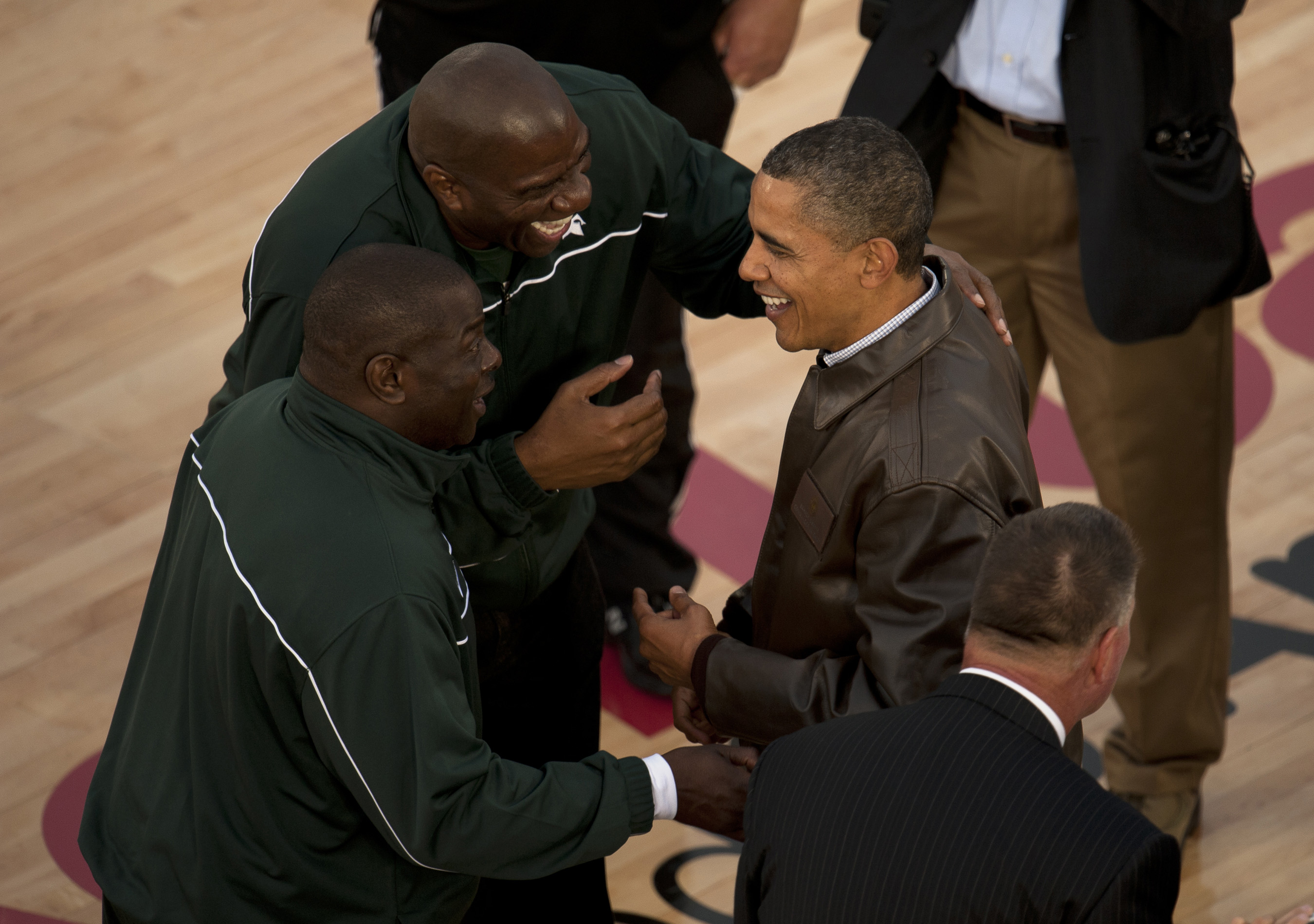
Magic (al centro) scherza con Barack Obama durante un incontro NCAA

Il quinto Tournament of the Americas del 1992 passò alla storia come il debutto ufficiale assoluto del Dream Team, la selezione nazionale statunitense composta dai più grandi campioni NBA dell'epoca, considerata una delle più forti squadre di pallacanestro di tutti i tempi. L'edizione 1992 era valida come qualificazione alle Olimpiadi 1992.
Gli Stati Uniti vinsero agevolmente tutti i sei incontri disputati, mantenendo una media di margine con gli avversari di 51,5 punti a partita, mettendo a segno 121,1 punti di media. Magic giocò tutti gli incontri, e realizzò 54 punti totali; la sua media punti fu tra le più basse della squadra, ma si distinse per il numero di assist: ne servì ai compagni 54, vale a dire la media di 9 a partita.

#### Giochi olimpici 1992
Ai Giochi olimpici del 1992 di Barcellona Magic disputò 6 delle 8 gare disputate dal Dream Team, a causa di un infortunio al ginocchio subito durante l'incontro del 27 luglio contro la Croazia, in cui aveva già realizzato 4 punti. Nella partita precedente, l'esordio degli Stati Uniti nella manifestazione, Johnson aveva contribuito con 6 punti nella vittoria 116-48 contro l'Angola. Rimasto fuori dal campo contro Germania e Brasile, tornò per pochi minuti senza segnare contro la Spagna. Nei quarti di finale contro il Porto Rico realizzò 13 punti nel 115-77 finale.
La semifinale contro la Lituania fu vinta 127-76 dagli Stati Uniti, e per Magic furono altri 14 punti a referto. In finale il Dream Team sconfisse con ampio margine la Croazia: 117-85 il punteggio, anche grazie a 11 punti del giocatore dei Lakers. La finale rappresentò l'ultima partita di Magic Johnson in Nazionale.

## Dopo il ritiro
Il 20 febbraio 2017 è divenuto nuovo presidente dei Los Angeles Lakers. Con lui alla dirigenza, affiancato da Rob Pelinka come nuovo general manager, i Lakers concludono il trasferimento di LeBron James, appena divenuto free agent dopo l'esperienza ai Cleveland Cavaliers.
Il 9 aprile 2019 si dimette da presidente dei Los Angeles Lakers. Appena 13 giorni più tardi viene annunciato che aiuterà comunque i Lakers a reclutare giocatori.

## Fuori dal campo

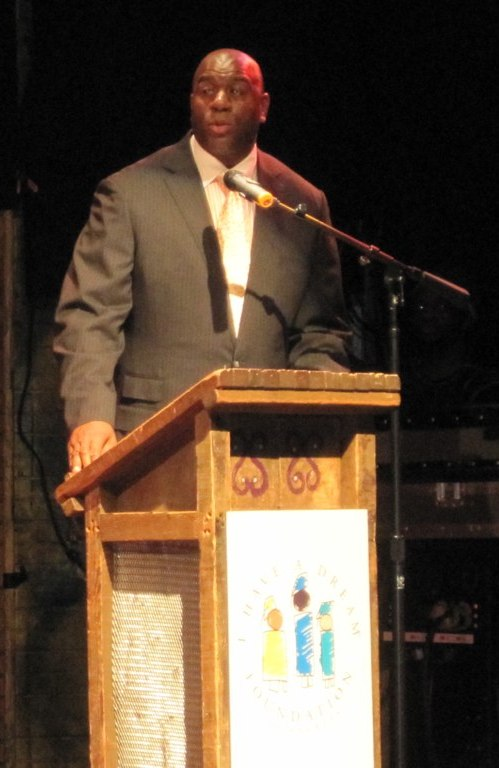
Magic durante una conferenza nel 2010

### Vita privata
Magic Johnson è divenuto padre per la prima volta nel febbraio 1981 con la nascita di Andre, figlio avuto fuori dal matrimonio con Melissa Mitchell. Il 5 settembre 1991 si è sposato con "Cookie" Kelly: i due organizzarono un matrimonio da 275 invitati presso la Union Missionary Baptist Church di Lansing, a cui presero parte amici stretti come Isiah Thomas e Mark Aguirre. La coppia ha avuto un figlio (Earvin III, nato nel 1992) e nel 1995 ha adottato una bambina di nome Elisa.

### Imprenditore
Magic Johnson ha fondato nel 1987 la Magic Johnson Enterprises, la cui sede è a Beverly Hills in California. L'azienda è proprietaria di varie attività commerciali negli Stati Uniti, tra cui gli "AMC Magic Johnson Theatres" (cinema multisala della AMC Entertainment), oltre 30 Burger King, la catena di palestre "24 Hour Fitness Magic Johnson Sport Clubs". Fino al 2010 ha detenuto la comproprietà della Urban Coffee Opportunities, azienda proprietaria di oltre 100 Starbucks negli Stati Uniti; la Magic Johnson Enterprises ha poi ceduto la propria quota alla Starbucks Corporation.
Nel 1994 Magic ha acquisito circa il 5% della quota azionaria dei Los Angeles Lakers, divenendo inoltre vice presidente della squadra. Nel 2010 ha ceduto la quota a Patrick Soon-Shiong, uno degli uomini più ricchi degli Stati Uniti.
Nel 2001 gli è stata dedicata una stella nella celebre Hollywood Walk of Fame, come riconoscimento alla creazione dei Magic Johnson Theatres.
Nel marzo 2012, alla guida del gruppo imprenditoriale "Guggenheim Baseball Management LLC", ha acquisito la proprietà dei Los Angeles Dodgers grazie all'offerta vincente di 2 miliardi di dollari. Oltre allo stesso Magic Johnson, del gruppo fanno parte gli imprenditori Mark R. Walter, Peter Guber, Stan Kasten, Bobby Patton e Todd Boehly.
Nel 2014 è divenuto il proprietario, insieme ad altri imprenditori, dei Los Angeles Football Club.

### Lotta all'AIDS e attivismo

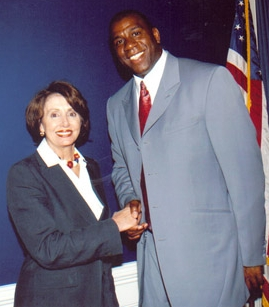
Magic Johnson con Nancy Pelosi

Dopo aver dichiarato pubblicamente la propria sieropositività all'HIV nel novembre 1991, Magic Johnson creò la Magic Johnson Foundation: una fondazione benefica nata inizialmente con il fine di raccogliere finanziamenti da destinare a programmi per la lotta contro la diffusione dell'AIDS. Con il passare degli anni la fondazione ha allargato i propri obiettivi, dedicandosi a svariate problematiche di tipo sociale: organizza programmi scolastici mirati all'inserimento di studenti provenienti da famiglie in difficoltà; promuove politiche per facilitare l'accesso alle cure mediche; ha costruito più di 15 centri di formazione tecnologica per insegnare l'uso del computer e garantire adeguato addestramento professionale. Il programma "I stand with Magic", organizzato dalla Magic Johnson Foundation dal dicembre 2006, ha garantito oltre 38.000 test gratuiti per il controllo della sieropositività in 16 delle maggiori città statunitensi.
Nel 1992 entrò a far parte della Commissione Nazionale sull'AIDS, su invito dall'allora presidente degli Stati Uniti d'America George H. W. Bush. Nei mesi successivi Johnson cercò di informare e sensibilizzare riguardo all'HIV e all'AIDS, sindrome all'epoca ancora poco conosciuta e considerata pericolosa quasi esclusivamente per gli omosessuali e i tossicodipendenti. Scrisse il libro What You Can Do to Avoid AIDS (in italiano: Cosa puoi fare per evitare l'AIDS), prese parte a un programma televisivo su Nickelodeon chiamato A Conversation with Magic Johnson (in italiano: Una conversazione con Magic Johnson) in cui i giovani spettatori potevano rivolgergli domande sul tema.
Nel 1999 è stato il relatore principale nella conferenza tenutasi presso la sede delle Nazioni Unite in occasione della Giornata mondiale contro l'AIDS; è stato inoltre nominato Messaggero di Pace ONU.

### Politica
Magic Johnson è un elettore del Partito Democratico statunitense: nel 2005 ha sostenuto Phil Angelides nella candidatura alla carica di Governatore della California; due anni più tardi è stato uno dei promotori della campagna elettorale di Hillary Clinton nella corsa alle elezioni primarie; nel 2010 è stato uno degli endorser di Barbara Boxer per le elezioni del 111º Congresso degli Stati Uniti.
Nel 2012 ha sostenuto la campagna elettorale per la rielezione di Barack Obama, e tre anni più tardi si è espresso a sostegno di Hillary Clinton.

### Media
Nel 1998 Johnson fu presentatore del talk show statunitense The Magic Hour, durato solo pochi mesi. È stato per diversi anni commentatore sportivo per la rete TNT e per il programma televisivo prepartita NBA Countdown. Ha prestato la sua immagine ai videogiochi Magic Johnson's Basketball (1989), Magic Johnson's MVP (1990), Super Slam Dunk (1993), ed è apparso nei panni di se stesso nella puntata Magic Moment di The Super Mario Bros. Super Show!
Nel 1992 appare nel video Remember the Time di Michael Jackson.

## Statistiche

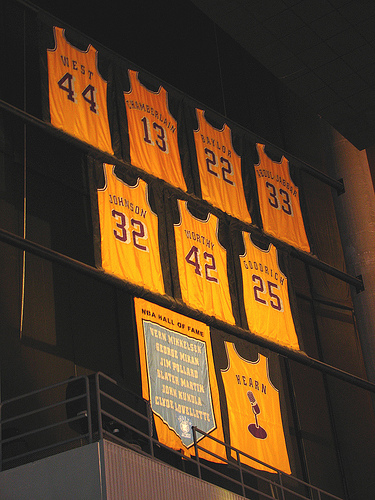
Le maglie ritirate dai Los Angeles Lakers: la numero 32 è quella di Magic Johnson

| † | Denota le stagioni in cui ha vinto il titolo |
| * | Primo nella lega                             |
| * | Record                                       |

### NCAA
| Anno       | Squadra      | PG | PT | MP   | TC%  | 3P% | TL%  | RP  | AP  | PRP | SP | PP   |
| ---------- | ------------ | -- | -- | ---- | ---- | --- | ---- | --- | --- | --- | -- | ---- |
| 1977-1978  | MSU Spartans | 30 | -  | -    | 45,8 | -   | 78,5 | 7,9 | 7,4 | -   | -  | 17,0 |
| 1978-1979† | MSU Spartans | 32 | -  | 36,2 | 46,8 | -   | 84,2 | 7,3 | 8,4 | -   | -  | 17,1 |
| Carriera   | Carriera     | 62 | -  | 36,2 | 46,3 | -   | 81,6 | 7,6 | 7,9 | -   | -  | 17,1 |

### NBA

#### Regular season
| Anno       | Squadra     | PG  | PT  | MP   | TC%  | 3P%  | TL%   | RP  | AP    | PRP  | SP  | PP   |
| ---------- | ----------- | --- | --- | ---- | ---- | ---- | ----- | --- | ----- | ---- | --- | ---- |
| 1979-1980† | L.A. Lakers | 77  | 72  | 36,3 | 53,0 | 22,6 | 81,0  | 7,7 | 7,3   | 2,4  | 0,5 | 18,0 |
| 1980-1981  | L.A. Lakers | 37  | 35  | 37,1 | 53,2 | 17,6 | 76,0  | 8,6 | 8,6   | 3,4* | 0,7 | 21,6 |
| 1981-1982† | L.A. Lakers | 78  | 77  | 38,3 | 53,7 | 20,7 | 76,0  | 9,6 | 9,5   | 2,7* | 0,4 | 18,6 |
| 1982-1983  | L.A. Lakers | 79  | 79  | 36,8 | 54,8 | 0,0  | 80,0  | 8,6 | 10,5* | 2,2  | 0,6 | 16,8 |
| 1983-1984  | L.A. Lakers | 67  | 66  | 38,3 | 56,5 | 20,7 | 81,0  | 7,3 | 13,1* | 2,2  | 0,7 | 17,6 |
| 1984-1985† | L.A. Lakers | 77  | 77  | 36,1 | 56,1 | 18,9 | 84,3  | 6,2 | 12,6  | 1,5  | 0,3 | 18,3 |
| 1985-1986  | L.A. Lakers | 72  | 70  | 35,8 | 52,6 | 23,3 | 87,1  | 5,9 | 12,6* | 1,6  | 0,2 | 18,8 |
| 1986-1987† | L.A. Lakers | 80  | 80  | 36,3 | 52,2 | 20,5 | 84,8  | 6,3 | 12,2* | 1,7  | 0,5 | 23,9 |
| 1987-1988† | L.A. Lakers | 72  | 70  | 35,8 | 49,2 | 19,6 | 85,3  | 6,2 | 11,9  | 1,6  | 0,2 | 19,6 |
| 1988-1989  | L.A. Lakers | 77  | 77  | 37,5 | 50,9 | 31,4 | 91,1* | 7,9 | 12,8  | 1,8  | 0,3 | 22,5 |
| 1989-1990  | L.A. Lakers | 79  | 79  | 37,2 | 48,0 | 38,4 | 89,0  | 6,6 | 11,5  | 1,7  | 0,4 | 22,3 |
| 1990-1991  | L.A. Lakers | 79  | 79  | 37,1 | 47,7 | 32,0 | 90,6  | 7,0 | 12,5  | 1,3  | 0,2 | 19,4 |
| 1995-1996  | L.A. Lakers | 32  | 9   | 29,9 | 46,6 | 37,9 | 85,6  | 5,7 | 6,9   | 0,8  | 0,4 | 14,6 |
| Carriera   | Carriera    | 906 | 870 | 36,7 | 52,0 | 30,3 | 84,8  | 7,2 | 11,2* | 1,9  | 0,4 | 19,5 |
| All-Star   | All-Star    | 11  | 10  | 30,1 | 48,9 | 47,6 | 90,5  | 5,2 | 11,5  | 1,9  | 0,6 | 16,0 |

#### Play-off
| Anno     | Squadra     | PG  | PT  | MP    | TC%  | 3P%  | TL%  | RP   | AP    | PRP  | SP  | PP   |
| -------- | ----------- | --- | --- | ----- | ---- | ---- | ---- | ---- | ----- | ---- | --- | ---- |
| 1980†    | L.A. Lakers | 16  | 16  | 41,1  | 51,8 | 25,0 | 80,2 | 10,5 | 9,4*  | 3,1* | 0,4 | 18,3 |
| 1981     | L.A. Lakers | 3   | 3   | 42,3  | 38,8 | -    | 65,0 | 13,7 | 7,0   | 2,7  | 1,0 | 17,0 |
| 1982†    | L.A. Lakers | 14  | 14  | 40,1  | 52,9 | 0,0  | 82,8 | 11,3 | 9,3   | 2,9* | 0,2 | 17,4 |
| 1983     | L.A. Lakers | 15  | 15  | 42,9* | 48,5 | 0,0  | 84,0 | 8,5  | 12,8  | 2,3  | 0,8 | 17,9 |
| 1984     | L.A. Lakers | 21  | 21  | 39,9  | 55,1 | 0,0  | 80,0 | 6,6  | 13,5* | 2,0  | 1,0 | 18,2 |
| 1985†    | L.A. Lakers | 19  | 19  | 36,2  | 51,3 | 14,3 | 84,7 | 7,1  | 15,2* | 1,7  | 0,2 | 17,5 |
| 1986     | L.A. Lakers | 14  | 14  | 38,6  | 53,7 | 0,0  | 76,6 | 7,1  | 15,1* | 1,9  | 0,1 | 21,6 |
| 1987†    | L.A. Lakers | 18  | 18  | 37,0  | 53,9 | 20,0 | 83,1 | 7,7  | 12,2* | 1,7  | 0,4 | 21,8 |
| 1988†    | L.A. Lakers | 24  | 24  | 40,2  | 51,4 | 50,0 | 85,2 | 5,4  | 12,6  | 1,4  | 0,2 | 19,9 |
| 1989     | L.A. Lakers | 14  | 14  | 37,0  | 48,9 | 28,6 | 90,7 | 5,9  | 11,8  | 1,9  | 0,2 | 18,4 |
| 1990     | L.A. Lakers | 9   | 9   | 41,8  | 49,0 | 20,0 | 88,6 | 6,3  | 12,8  | 1,2  | 0,1 | 25,2 |
| 1991     | L.A. Lakers | 19  | 19  | 43,3  | 44,0 | 29,6 | 88,2 | 8,1  | 12,6  | 1,2  | 0,0 | 21,8 |
| 1996     | L.A. Lakers | 4   | 0   | 33,8  | 38,5 | 33,3 | 84,8 | 8,5  | 6,5   | 0,0  | 0,0 | 15,3 |
| Carriera | Carriera    | 190 | 186 | 39,7  | 50,6 | 24,1 | 83,8 | 7,7  | 12,3* | 1,9  | 0,3 | 19,5 |

#### Massimi in carriera
- Massimo di punti: 46 vs Sacramento Kings (23 dicembre 1986)[186]
- Massimo di rimbalzi: 17 (3 volte)
- Massimo di assist: 24 (3 volte)
- Massimo di palle rubate: 7 vs Kansas City Kings (13 marzo 1981)
- Massimo di stoppate: 2 (35 volte)
- Massimo di minuti giocati: 53 vs Sacramento Kings (8 marzo 1986)

### Basketligan
| Stagione        | Squadra         | Competizione    | Partite | Partite | Partite | Statistiche tiro | Statistiche tiro | Statistiche tiro | Altre statistiche | Altre statistiche | Altre statistiche | Altre statistiche | Altre statistiche |
| Stagione        | Squadra         | Competizione    | Pres.   | Titol.  | Minuti  | Tiri da 2        | Tiri da 3        | Liberi           | Rimb.             | Assist            | Rubate            | Stopp.            | Punti             |
| --------------- | --------------- | --------------- | ------- | ------- | ------- | ---------------- | ---------------- | ---------------- | ----------------- | ----------------- | ----------------- | ----------------- | ----------------- |
| 1999-2000       | Magic M7 Borås  | BL              | 6       | -       | -       | -                | -                | -                | -                 | -                 | -                 | -                 | 127               |
| Totale carriera | Totale carriera | Totale carriera | 6       | -       | -       | -                | -                | -                | -                 | -                 | -                 | -                 | 127               |

### Lega NEBL
| Stagione        | Squadra           | Competizione    | Partite | Partite | Partite | Statistiche tiro | Statistiche tiro | Statistiche tiro | Altre statistiche | Altre statistiche | Altre statistiche | Altre statistiche | Altre statistiche |
| Stagione        | Squadra           | Competizione    | Pres.   | Titol.  | Minuti  | Tiri da 2        | Tiri da 3        | Liberi           | Rimb.             | Assist            | Rubate            | Stopp.            | Punti             |
| --------------- | ----------------- | --------------- | ------- | ------- | ------- | ---------------- | ---------------- | ---------------- | ----------------- | ----------------- | ----------------- | ----------------- | ----------------- |
| 2000-2001       | Magic Great Danes | NEBL            | 2       | 2       | 85      | 5/12             | 0/2              | 7/8              | 20                | 25                | -                 | -                 | 17                |
| Totale carriera | Totale carriera   | Totale carriera | 2       | 2       | 85      | 5/12 41,6%       | 0/2 0%           | 7/8 87,5%        | 20                | 25                | -                 | -                 | 17                |

### Nazionale
| Cronologia completa delle presenze e dei punti in Nazionale - Stati Uniti | Cronologia completa delle presenze e dei punti in Nazionale - Stati Uniti | Cronologia completa delle presenze e dei punti in Nazionale - Stati Uniti | Cronologia completa delle presenze e dei punti in Nazionale - Stati Uniti | Cronologia completa delle presenze e dei punti in Nazionale - Stati Uniti | Cronologia completa delle presenze e dei punti in Nazionale - Stati Uniti | Cronologia completa delle presenze e dei punti in Nazionale - Stati Uniti | Cronologia completa delle presenze e dei punti in Nazionale - Stati Uniti |
| Data                                                                      | Città                                                                     | In casa                                                                   | Risultato                                                                 | Ospiti                                                                    | Competizione                                                              | Punti                                                                     | Note                                                                      |
| ------------------------------------------------------------------------- | ------------------------------------------------------------------------- | ------------------------------------------------------------------------- | ------------------------------------------------------------------------- | ------------------------------------------------------------------------- | ------------------------------------------------------------------------- | ------------------------------------------------------------------------- | ------------------------------------------------------------------------- |
| 5/4/1978                                                                  | Atlanta                                                                   | Stati Uniti                                                               | 109 - 64                                                                  | Cuba                                                                      | Amichevole                                                                | 4                                                                         | [ 150 ]                                                                   |
| 7/4/1978                                                                  | Chapel Hill                                                               | Stati Uniti                                                               | 88 - 83                                                                   | Jugoslavia                                                                | Amichevole                                                                | 0                                                                         | [ 154 ]                                                                   |
| 9/4/1978                                                                  | Lexington                                                                 | Stati Uniti                                                               | 107 - 82                                                                  | Unione Sovietica                                                          | Amichevole                                                                | 11                                                                        | [ 155 ]                                                                   |
| 24/8/1978                                                                 | Vilnius                                                                   | Stati Uniti                                                               | 106 - 68                                                                  | Lituania                                                                  | Amichevole                                                                | 16                                                                        | [ 156 ] [ 157 ]                                                           |
| agosto 1978                                                               | Vilnius                                                                   | Stati Uniti                                                               | 118 - 87                                                                  | Unione Sovietica                                                          | Amichevole                                                                | n.d.                                                                      | [ 156 ]                                                                   |
| agosto 1978                                                               | Vilnius                                                                   | Stati Uniti                                                               | 118 - 86                                                                  | Messico                                                                   | Amichevole                                                                | n.d.                                                                      | [ 156 ]                                                                   |
| agosto 1978                                                               | Vilnius                                                                   | Stati Uniti                                                               | 112 - 104                                                                 | Cecoslovacchia                                                            | Amichevole                                                                | n.d.                                                                      | [ 156 ]                                                                   |
| agosto 1978                                                               | Vilnius                                                                   | Unione Sovietica                                                          | 104 - 99                                                                  | Stati Uniti                                                               | Amichevole                                                                | n.d.                                                                      | [ 156 ]                                                                   |
| 28/6/1992                                                                 | Portland                                                                  | Stati Uniti                                                               | 136 - 57                                                                  | Cuba                                                                      | Americas Ch'ship 1992 - Fase a gironi                                     | 4                                                                         | [ 187 ]                                                                   |
| 29/6/1992                                                                 | Portland                                                                  | Stati Uniti                                                               | 105 - 61                                                                  | Canada                                                                    | Americas Ch'ship 1992 - Fase a gironi                                     | 13                                                                        | [ 188 ]                                                                   |
| 30/6/1992                                                                 | Portland                                                                  | Stati Uniti                                                               | 112 - 52                                                                  | Panama                                                                    | Americas Ch'ship 1992 - Fase a gironi                                     | 6                                                                         | [ 189 ]                                                                   |
| 1/7/1992                                                                  | Portland                                                                  | Stati Uniti                                                               | 128 - 87                                                                  | Argentina                                                                 | Americas Ch'ship 1992 - Fase a gironi                                     | 9                                                                         | [ 190 ]                                                                   |
| 3/7/1992                                                                  | Portland                                                                  | Stati Uniti                                                               | 119 - 81                                                                  | Porto Rico                                                                | Americas Ch'ship 1992 - Semifinale                                        | 16                                                                        | [ 191 ]                                                                   |
| 5/7/1992                                                                  | Portland                                                                  | Stati Uniti                                                               | 127 - 80                                                                  | Venezuela                                                                 | Americas Ch'ship 1992 - Finale                                            | 10                                                                        | [ 192 ]                                                                   |
| 26/7/1992                                                                 | Barcellona                                                                | Angola                                                                    | 48 - 116                                                                  | Stati Uniti                                                               | Olimpiadi 1992 - Fase a gironi                                            | 6                                                                         | [ 120 ] [ 193 ]                                                           |
| 27/7/1992                                                                 | Barcellona                                                                | Croazia                                                                   | 70 - 103                                                                  | Stati Uniti                                                               | Olimpiadi 1992 - Fase a gironi                                            | 4                                                                         | [ 120 ] [ 194 ]                                                           |
| 2/8/1992                                                                  | Barcellona                                                                | Spagna                                                                    | 81 - 122                                                                  | Stati Uniti                                                               | Olimpiadi 1992 - Fase a gironi                                            | 0                                                                         | [ 159 ] [ 195 ]                                                           |
| 4/8/1992                                                                  | Barcellona                                                                | Stati Uniti                                                               | 115 - 77                                                                  | Porto Rico                                                                | Olimpiadi 1992 - Quarti di finale                                         | 13                                                                        | [ 120 ] [ 196 ]                                                           |
| 6/8/1992                                                                  | Barcellona                                                                | Lituania                                                                  | 76 - 127                                                                  | Stati Uniti                                                               | Olimpiadi 1992 - Semifinale                                               | 14                                                                        | [ 120 ] [ 197 ]                                                           |
| 8/8/1992                                                                  | Barcellona                                                                | Croazia                                                                   | 85 - 117                                                                  | Stati Uniti                                                               | Olimpiadi 1992 - Finale                                                   | 11                                                                        | [ 120 ] [ 152 ]                                                           |
| Totale                                                                    |                                                                           | Presenze                                                                  | 20                                                                        |                                                                           | Punti                                                                     | 197                                                                       |                                                                           |

## Riconoscimenti
In 906 incontri di stagione regolare NBA Magic Johnson ha messo a referto 17.707 punti, 6.559 rimbalzi, 10.141 assist e 1.724 palle rubate. Nei playoff ha disputato 190 incontri, collezionando 3.701 punti, 2.346 assist, 1.465 rimbalzi e 358 palle rubate.
Figura al primo posto di sempre nella classifica per numero di assist a partita sia in stagione regolare grazie alla media di 11,2, sia nelle partite di playoff con la media di 12,3. È al settimo posto nella classifica per numero di assist totali realizzati.
Ha concluso in testa nella classifica dei giocatori con più assist in campionato in tre stagioni: 1982-1983 (829 assist totali), 1985-1986 (907), 1986-1987 (977). Nelle stagioni 1982-1983, 1983-1984, 1985-1986 e 1986-1987 è stato il giocatore NBA con più assist di media a partita.
Nel 1988-1989 ha tenuto la migliore media in assoluto nei tiri liberi, con il 91,1% di canestri realizzati (513 su 563). Nel 1990-1991 è stato colui che ha perso più palloni (341), mentre nel 1980-1981 e nel 1981-1982 è stato quello con la migliore media di palloni recuperati per partita (rispettivamente 3,4 e 2,7).
Magic Johnson è uno dei soli sette giocatori che nel corso della propria carriera hanno vinto almeno un campionato NCAA, un titolo NBA e una medaglia d'oro ai Giochi olimpici. Insieme a lui figurano: Clyde Lovellette, Bill Russell, K.C. Jones, Jerry Lucas, Quinn Buckner e Michael Jordan.
In suo onore il 16 febbraio 1992 i Los Angeles Lakers hanno ufficialmente ritirato la maglia numero 32. Lo stesso privilegio è stato riservato dalla società californiana a Jerry West (numero 44), Wilt Chamberlain (13), Elgin Baylor (22), Gail Goodrich (25), Kareem Abdul-Jabbar (33), James Worthy (42), Shaquille O'Neal (34) e Kobe Bryant (8 e 24).
Dal 2002 il nome di Magic Johnson figura tra quello dei membri del Naismith Memorial Basketball Hall of Fame, massimo riconoscimento del mondo della pallacanestro; nel 2010 anche il Dream Team di cui fece parte nel 1992 è stato ammesso nell'elenco. Nel 1996 è stato inserito tra i 50 migliori giocatori del cinquantenario della NBA. Nel 1992 è stato insignito del J. Walter Kennedy Citizenship Award, premio della NBA intitolato a Walter Kennedy e consegnato al miglior allenatore o cestista che più si è impegnato nel sociale.
È l'unico giocatore della storia NBA ad aver vinto il premio MVP delle Finals nell'anno da rookie.

## Palmarès

La stella dedicata a Earvin Magic Johnson sulla Hollywood Walk of Fame

### Club
- Campionato NBA: 5

Los Angeles Lakers: 1980, 1982, 1985, 1987, 1988
- Titolo NCAA: 1

Michigan State Spartans: 1979

### Nazionale
- Giochi olimpici: 1 oro

Barcellona 1992
- FIBA Americas Championship: 1 oro

Stati Uniti d'America 1992

### Individuale
- Maggior numero di triple doppie di sempre realizzate in carriera nei Playoff NBA (30)
- Miglior tiratore di liberi NBA (1989)
- Detentore del record di assist in una singola partita di Playoff NBA (24 assist) (record condiviso con John Stockton)
- Settimo per numero di assist di sempre NBA
- Migliore giocatore di sempre per assist a partita NBA in regular season (11,19 assist a partita)
- Ventitreesimo miglior giocatore per palle rubate di sempre NBA

#### Premi NBA
- MVP della regular season: 3

1987, 1989, 1990
- MVP delle finali: 3

1980, 1982, 1987
- MVP dell'All-Star Game: 2

1990, 1992
- Convocazioni per l'All-Star Game: 12

1980, 1982, 1983, 1984, 1985, 1986, 1987, 1988, 1989, 1990, 1991, 1992
- Squadre All-NBA: 10

First Team : 1983, 1984, 1985, 1986, 1987, 1988, 1989, 1990, 1991
Second Team : 1982

#### Hall of Fame
- Membro del Naismith Memorial Basketball Hall of Fame
- Incluso tra i 50 migliori giocatori del cinquantenario NBA
- Inserito nel NBA 75th Anniversary Team